# Indian Well State Park

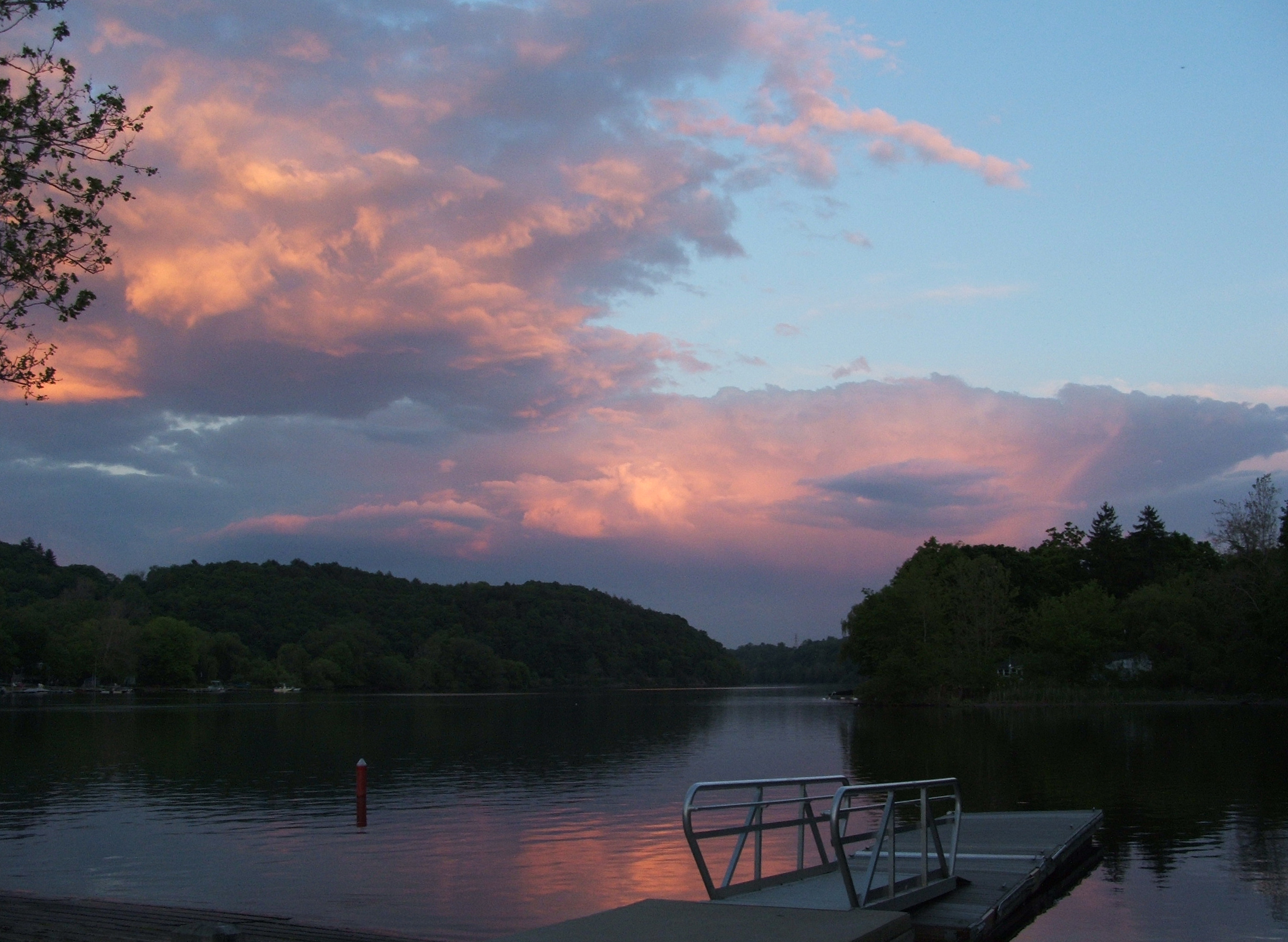
Bootsanlegeplatz bei Sonnenuntergang

Der Indian Well State Park ist ein State Park im Fairfield County in Connecticut, USA.
Der Park ist 62 Hektar groß und liegt im Gebiet der Stadt Shelton. Der Park besteht aus Waldland, Wiesen und Feldern. Der Park liegt am Westufer des Housatonic River. Die Hauptattraktion des Parks ist der Lake Housatonic, ein Stausee mit kleinem Strand und Bootsanlegeplätzen.
Der Park ist ein beliebtes Naherholungsgebiet mit Möglichkeiten zum Wandern, Picknicken, Schwimmen, Fischen, Rudern und zur Miete von Motorbooten.
Der Indian Well State Park wurde 1928 gegründet. Der Name kommt von einer indianischen Romeo-und-Julia-Legende, die sich an Quelle und Wasserfall abgespielt haben soll.